# داوود نوروزی
داوود نوروزی (۱۳۰۳، محله سنگلج تهران – ۲۰ مهر ۱۳۷۲، آلمان) متولد در تهران و فارغ‌التحصیل حقوق و علوم اجتماعی از دانشگاه تهران بود. در سال ۱۳۴۲ از رساله دکترای خود دربارهٔ «رسوخ سرمایه خارجی در ایران سده ۱۹» در دانشکده مارتین لوتر واقع در شهر «هاله» آلمان دمکراتیک دفاع کرد و در سال ۱۳۴۵ موفق به اخذ درجه مافوق دکترا شد. از ۱۳۴۷ تا آغاز آب شدن عضلاتش در آکادمی علوم اجتماعی آلمان دمکراتیک فعالیت علمی کرد.
با تیراندازی به محمدرضا شاه و غیرقانونی اعلام شدن حزب توده در سال ۱۳۲۷، داوود نوروزی نیز به شبکه کار غیرعلنی حزب توده ایران پیوست و نقش مهمی در بازسازی شبکه در شرایط مخفی – به ویژه در زمینه تبلیغات وانتشارات ایفاء کرد.
برای دورانی سردبیر مهم‌ترین نشریه فرهنگی حزب توده ایران در دهه ۱۳۳۰ بنام «سوگند» بود و در عین حال سردبیر ارگان مرکزی حزب در همان دهه «نامه مردم». سپس، سردبیری «بسوی آینده» را برعهده گرفت که نقش ارگان مرکزی را در غیاب «نامه مردم» داشت.
با کودتای ۲۸ مرداد، داوود نوروزی که همچنان در داخل کشور مانده و فعالیت مخفیانه را سازمان داده بود غیاباً به اعدام محکوم شد. در سال ۱۳۳۴ بدستور رهبری حزب که توانسته بود خود را در خارج از کشور بازسازی کند داوود نوروزی از کشور خارج شد. مدتی به عضو شورای سردبیری نشریه «برای صلح پایدار» ارگان احزاب کمونیستی و کارگری که در بخارست پایتخت مجارستان منتشر می‌شد درآمد.
در «رادیو پیک ایران» که ابتدا به مدت کوتاهی در آلمان دمکراتیک و سپس بلغارستان (۱۳۴۰–۱۳۵۴) مستقر بود، داوود نوروزی سردبیر این رادیو شد و نقش اصلی را در سازماندهی کادرها و تنظیم برنامه ایفاء کرد.
پس از انقلاب ایران داوود نوروزی به دو دلیل در جمع رهبران حزب توده ایران که به ایران بازگشتند قرار نگرفت. نخست به دلیل بیماری و دوم به آن دلیل که پرونده‌ای قطور دربارهٔ افشای نقش مخرب روحانیون انگلیسی در دوران دولت مصدق داشت و اساساً نسبت به تکرار همین نقش در انقلاب ۵۷ یقین داشت و او فردی نبود که یقین دیگری داشته باشد ولی سیاست دیگری را دنبال کند و در راه آن قلم بزند.
در مهاجرت آلمان دمکراتیک ماند و پس از یورش جمهوری اسلامی به حزب توده ایران و آغاز بازسازی رهبری حزب در خارج از کشور آنچه در توان داشت به میدان آورد. در پلنوم هجدهم کمیته مرکزی حزب توده ایران که در دیماه ۱۳۶۲ در بخش اسلواک جمهوری دمکراتیک چکسلواکی برگزار شد، همراه با نسل اولیه رهبری حزب توده ایران – رضا رادمنش، ایرج اسکندری، اردشیر آوانسیان، اکبر شاندرمنی حضور یافت. او را درهمین پلنوم برای عضویت هیئت سیاسی جدید حزب پیشنهاد کردند.